# Michel Foucault
Paul-Michel Foucault (pronúncia em francês: [miʃɛl fuko]); (Poitiers, 15 de outubro de 1926 – Paris, 25 de junho de 1984) foi um filósofo, historiador das ideias, teórico social, filólogo, crítico literário e professor da cátedra História dos Sistemas do Pensamento, no célebre Collège de France, de 1970 até 1984 (ano da sua morte). Suas teorias abordam a relação entre poder e conhecimento e como eles são usados como uma forma de controle social por meio de instituições sociais. Embora muitas vezes seja citado como um pós-estruturalista e pós-modernista, Foucault acabou rejeitando esses rótulos, preferindo classificar seu pensamento como uma história crítica da modernidade. Seu pensamento foi muito influente tanto para grupos acadêmicos, quanto para ativistas.

## Biografia
Nascido em Poitiers, na França, em uma família de classe média-alta, Paul-Michel Foucault foi educado no Lycée Henri-IV e tinha uma tensa relação com seu pai, que chegou a interná-lo aos 22 anos de idade acusando-o de ser louco, após tentativa de suicídio. Na idade adulta, Foucault entrou para a Escola Normal Superior de Paris, onde desenvolveu seu interesse por filosofia e teve influência de seus tutores, Jean Hyppolite e Louis Althusser.
Depois de vários anos como diplomata cultural no exterior, ele retornou à França e publicou seu primeiro grande livro, A História da Loucura. Após trabalhar entre 1960 e 1966 na Universidade de Clermont-Ferrand, produziu duas publicações mais significativas, O Nascimento da Clínica e As Palavras e as Coisas, que exibiu seu crescente envolvimento com o estruturalismo, um movimento teórico na antropologia social, do qual ele distanciou-se mais tarde. Essas três primeiras obras foram exemplos de uma técnica historiográfica que Foucault estava desenvolvendo e que ele chamou de 'arqueologia do saber', a partir da publicação, em 1969, de livro homônimo.
De 1966 a 1968, Foucault lecionou na Universidade de Túnis, na Tunísia, antes de retornar para a França, onde se tornou chefe do departamento de filosofia de uma nova universidade experimental, a Paris VIII. Em 1970, ele foi admitido no Collège de France, onde permaneceu até sua morte. Também tornou-se ativo em alguns grupos de esquerda envolvidos em campanhas anti-racistas, contra violações aos direitos humanos pela luta por uma reforma penal. Passou a publicar A Arqueologia do Saber, Vigiar e Punir e História da Sexualidade. Nestes livros, ele desenvolveu métodos arqueológicos e genealógicos que enfatizavam os jogos de poder na evolução do discurso na sociedade. Foucault morreu em Paris por conta de problemas neurológicos agravados por HIV/AIDS; ele foi a primeira figura pública francesa que morreu por causa desta doença, sendo que seu parceiro Daniel Defert criou a fundação da caridade AIDES em sua memória.
O herdeiro de Foucault, Daniel Defert, relata que teve dificuldade em usufruir dos bens deixados. Naquela época, gays não podiam receber heranças dos companheiros. Isso só começou a ocorrer na França em 1999 quando casais homoafetivos passaram a oficializar união estável, desta forma poderia ser feito um Pacto Civil de Solidariedade (PACS) que permita direito à herança quando manifestada em testamento. Defert colocou à venda os manuscritos de Foucault o que levantou interesse das Universidades Norte-Americanas onde Foucault trabalhou diversas vezes. Seus manuscritos foram considerados tesouro nacional francês no ano de 2012 como uma medida de proibir sua retirada do país por 30 meses, tempo levado pela Biblioteca Nacional da França (BNF) para levantar a quantia de 3,8 milhões de euros, cerca de 24 milhões de reais. Desde 2013 estão disponíveis para  pesquisa na BNF.

## Temas
Foucault é conhecido pelas suas críticas às instituições sociais, especialmente à psiquiatria, à medicina, às prisões, e por suas ideias sobre a evolução da história da sexualidade, suas teorias gerais relativas ao poder e à complexa relação entre poder e conhecimento, bem como por estudar a expressão do discurso em relação à história do pensamento ocidental. Têm sido amplamente discutidas a imagem da "morte do homem", anunciada em As Palavras e Coisas, e a ideia de subjetivação, reativada no interesse próprio de uma forma ainda problemática para a filosofia clássica do sujeito. Parece então que mais do que em análises da "identidade", por definição, estáticas e objetivadas, Foucault centra-se na vida e nos diferentes processos de subjetivação.[carece de fontes?]

### Corpo, poder e biopolítica
A filosofia de Michel Foucault teve impacto decisivo nos estudos contemporâneos sobre o corpo ao deslocar o foco de uma essência biológica para os modos históricos de objetivação e governo dos corpos. A partir de análises das instituições modernas (prisão, hospital, escola, quartel) e das tecnologias de saber-poder, Foucault mostrou como corpos são tornados dóceis e úteis por técnicas disciplinares, e como, em escala populacional, emergem formas de gestão da vida (biopoder). Esses diagnósticos influenciaram debates em filosofia, sociologia, antropologia, saúde coletiva, estudos de gênero e sexualidade, abrindo caminho para investigações sobre normalização, governamentalidade e subjetivação corporal.

#### Corpo nas principais obras
Histoire de la folie (1961) – História da Loucura
Examina a constituição da loucura como objeto, articulando confinamento, exclusão e medicalização. O corpo do “louco” aparece como alvo de práticas de isolamento e correção, antecipando a crítica foucaultiana das instituições.
Naissance de la clinique (1963) – O Nascimento da Clínica
Analisa o “olhar clínico” e a espacialização do corpo doente no hospital, mostrando como a visibilidade anatômica e os registros tornam o corpo legível e governável.
Les mots et les choses (1966) – As Palavras e as Coisas
Embora centrado na arqueologia das ciências humanas, indica a invenção moderna do “homem” como figura epistêmica, com efeitos sobre a inteligibilidade do corpo e da vida.
L’archéologie du savoir (1969) – A Arqueologia do Saber
Obra metodológica que fundamenta a análise de discursos sobre o corpo (medicina, criminologia, sexologia), indicando como regimes de enunciação produzem objetos “corporais”.
Surveiller et punir (1975) – Vigiar e Punir
Descreve a passagem do suplício público à disciplina, com o corpo tornando-se alvo de microfísicas do poder (treino, exame, cronograma, panoptismo) que fabricam corpos dóceis e produtivos.
Histoire de la sexualité I: La volonté de savoir (1976) – História da Sexualidade I: A Vontade de Saber
Formula a tese do biopoder e critica a hipótese repressiva: mais do que reprimir, os saberes sobre sexo produzem corpos e subjetividades por meio de confissão, exame e normalização.
Histoire de la sexualité II: L’usage des plaisirs (1984) – O Uso dos Prazeres
Reconstitui éticas antigas do cuidado de si, incluindo dietética, ginástica e repertórios de prazeres, como práticas de subjetivação do corpo.
Histoire de la sexualité III: Le souci de soi (1984) – O Cuidado de Si
Amplia as técnicas de si no período helenístico-romano, enfatizando exercícios, regimes corporais e autorregulação como componentes éticos.
Les aveux de la chair (2018, póstumo) – Os Avessos da Carne/Os Confessos da Carne
Analisa o cristianismo antigo, a confissão e a direção de consciência como matrizes históricas das economias do desejo e do corpo.
Cursos no Collège de France (biopoder e governamentalidade)
Il faut défendre la société (1975–1976) formula o biopoder; Sécurité, territoire, population (1977–1978) detalha a governamentalidade e a segurança; Naissance de la biopolitique (1978–1979) analisa liberalismo e neoliberalismo como artes de governo que incidem sobre corpos e populações.

#### Críticas e debates
Diversos estudiosos do corpo acolheram e criticaram Foucault. Em geral, apontam-se: (a) riscos de funcionalismo do poder (subestimando agência e experiência vivida); (b) limites para compreender gênero, raça e colonialidade nas primeiras formulações; (c) dificuldade de extrair critérios normativos a partir de descrições genealógicas.
- Feminismos e corporalidade: autoras como Sandra Bartky e Susan Bordo argumentam que a disciplina descrita por Foucault ajuda a entender a produção de feminilidades, mas pedem maior atenção à experiência incorporada e ao sofrimento vivido; Judith Butler dialoga criticamente ao articular performatividade e poder, inclusive deslocando o foco para a resignificação de normas.[32][33][34]

- Fenomenologia e antropologia do corpo: críticas afirmam que Foucault privilegia dispositivos e discursos, deixando em segundo plano a vivência corporal pré-reflexiva; propõe-se integrar poder e fenomenologia do corpo.[35][36]

- Normatividade e crítica: Habermas e Fraser sustentam que a genealogia foucaultiana carece de fundamentos normativos explícitos para criticar práticas opressivas, embora sua descrição de mecanismos de poder seja potente.[37][38]

- Raça, colonialidade e necropolítica: autores como Ann Laura Stoler e Achille Mbembe argumentam que é preciso radicalizar a análise do biopoder para incluir racismo de Estado, colonialismo e a gestão da morte (necropolítica).[39][40]

- Saúde, biolegitimidade e políticas da vida: debates em saúde coletiva e ciências sociais deslocam o foco para formas contemporâneas de valoração da vida biológica e das desigualdades de exposição do corpo ao risco.[41][42]

Em síntese, os estudos do corpo se valem das ferramentas foucaultianas para descrever dispositivos de poder e normalização, ao mesmo tempo em que as ampliam com considerações sobre agência, afetos, raça, gênero e colonialidade, bem como com propostas normativas explícitas para a crítica social.
1. ↑  Araujo, Alex Pereira de. «Para ler A Ordem do discurso de Michel Foucault [To read the Discourse on Language of Michel Foucault/ Lire L'ordre du discours de Michel Foucault] 2017 [pdf]». doi:10.13140/RG.2.2.30152.84481
2. ↑  Araújo, Alex Pereira de. «A ordem do discurso de Michel Foucault: 50 anos de uma obra que revelou o jogo da rarefação dos sujeitos e a microfísica dos discursos.». Unidad Sociológica - ISSN 2362-1850. Revista Unidad Sociológica. 19 - año 5: 14-23. Consultado em 23 de novembro de 2021
3. 1 2  James Miller, James The Passion of Michel Foucault . New York: Simon and Schuster, 1993.
4. ↑  «Michel Foucault: uma das mentes mais brilhantes do século XX». Consultado em 15 de agosto de 2015
5. 1 2  Os Múltiplos discursos da vida de Foucault
6. ↑  Ratusniak, Célia; César, Maria Rita de Assis (9 de dezembro de 2020). «"Sabe por que a gente escreve? Para ser amado" - Foucault e os arquivos». Universidade de Brasília. Linhas Críticas. 26: e34075. ISSN 1516-4896. doi:10.26512/lc.v26.2020.34075. Consultado em 30 de março de 2021
7. ↑  Foucault, Michel (2021). Vigiar e Punir. São Paulo: Vozes
8. ↑  Foucault, Michel (2019). A Vontade de Saber. História da Sexualidade I. Rio de Janeiro: Graal
9. ↑  Foucault, Michel (2008). Segurança, Território, População. São Paulo: Martins Fontes
10. ↑  Foucault, Michel (2008). Nascimento da Biopolítica. São Paulo: Martins Fontes
11. ↑  Rose, Nikolas (2001). «The Politics of Life Itself». Theory, Culture & Society. 18 (6): 1–30
12. ↑  Lemke, Thomas (2011). Biopolítica. Buenos Aires: Prometeo
13. ↑  Foucault, Michel (2014). História da Loucura. São Paulo: Perspectiva
14. ↑  Dreyfus, Hubert L.; Rabinow, Paul (1983). Michel Foucault: Beyond Structuralism and Hermeneutics. Chicago: University of Chicago Press
15. ↑  Foucault, Michel (2013). O Nascimento da Clínica. Rio de Janeiro: Forense Universitária
16. ↑  Hacking, Ian (2004). «How, Why, When, and Where Did Language Go Public?». Common Knowledge. 10 (3): 453–472
17. ↑  Foucault, Michel (2007). As Palavras e as Coisas. São Paulo: Martins Fontes
18. ↑  Gutting, Gary (2005). Foucault: A Very Short Introduction. Oxford: Oxford University Press
19. ↑  Foucault, Michel (2008). A Arqueologia do Saber. Rio de Janeiro: Forense Universitária
20. ↑  Foucault, Michel (2021). Vigiar e Punir. São Paulo: Vozes
21. ↑  Deleuze, Gilles (1990). «O que é um dispositivo?». Michel Foucault, filósofo: 155–163
22. ↑  Foucault, Michel (2019). A Vontade de Saber. Rio de Janeiro: Graal
23. ↑  Rabinow, Paul; Rose, Nikolas (2006). «Biopower Today». BioSocieties. 1 (2): 195–217
24. ↑  Foucault, Michel (2014). O Uso dos Prazeres. Rio de Janeiro: Graal
25. ↑  Hadot, Pierre (1995). «Reflections on the Notion of the 'Care of the Self'». Philosophy as a Way of Life: 207–218
26. ↑  Foucault, Michel (2014). O Cuidado de Si. Rio de Janeiro: Graal
27. ↑  Foucault, Michel (2018). Les aveux de la chair. Paris: Gallimard
28. ↑  David-Ménard, Monique (2018). «Christianity and the Flesh in Foucault's Late Work». Foucault Studies (25): 7–24
29. ↑  Foucault, Michel (2005). Em Defesa da Sociedade. São Paulo: Martins Fontes
30. ↑  Foucault, Michel (2008). Segurança, Território, População. São Paulo: Martins Fontes
31. ↑  Foucault, Michel (2008). Nascimento da Biopolítica. São Paulo: Martins Fontes
32. ↑  Bartky, Sandra L. (1990). «Foucault, Femininity, and the Modernization of Patriarchal Power». Femininity and Domination: 63–82
33. ↑  Bordo, Susan (2003). Unbearable Weight. Feminism, Western Culture, and the Body. Berkeley: University of California Press
34. ↑  Butler, Judith (2019). Corpos que Importam. Rio de Janeiro: Civilização Brasileira
35. ↑  Csordas, Thomas J. (1994). «Embodiment and Cultural Phenomenology». Body & Society. 1 (1): 5–20
36. ↑  Crossley, Nick (2001). The Social Body. Londres: Sage
37. ↑  Habermas, Jürgen (2000). O Discurso Filosófico da Modernidade. São Paulo: Martins Fontes
38. ↑  Fraser, Nancy (1981). «Foucault on Modern Power». Social Text (10/11): 152–173
39. ↑  Stoler, Ann Laura (1995). Race and the Education of Desire. Durham: Duke University Press
40. ↑  Mbembe, Achille (2003). «Necropolitics». Public Culture. 15 (1): 11–40
41. ↑  Fassin, Didier (2009). «Another Politics of Life is Possible». Theory, Culture & Society. 26 (5): 44–60
42. ↑  Ortega, Francisco (2008). Corpo e Biopolítica. Rio de Janeiro: Fiocruz
43. ↑  Rabinow, Paul; Rose, Nikolas (2003). The Essential Foucault. Nova Iorque: New Press
44. ↑  Gordon, Colin (1980). Power/Knowledge: Selected Interviews and Other Writings, 1972–1977. Nova Iorque: Pantheon

## Filiação filosófica
Se seu trabalho é muitas vezes descrito como pós-moderno ou pós-estruturalista por comentadores e críticos contemporâneos, ele foi mais frequentemente associado com o movimento estruturalista, especialmente nos primeiros anos após a publicação de As Palavras e as Coisas. Inicialmente aceitou a filiação; posteriormente, ele marcou a sua distância à abordagem estruturalista, explicando que ao contrário desta última, não tinha adaptado uma abordagem formalista. Ele aceitou não ver o rótulo de pós-modernista aplicado ao seu trabalho, dizendo que preferia discutir como se dá a definição de modernidade em si. Sua filiação intelectual pode estar relacionada ao modo como ele próprio definiu as funções do intelectual não garante certos valores, mas em questão de ver e dizer, seguindo um modelo de resposta intuitiva para o "intolerável".[carece de fontes?]

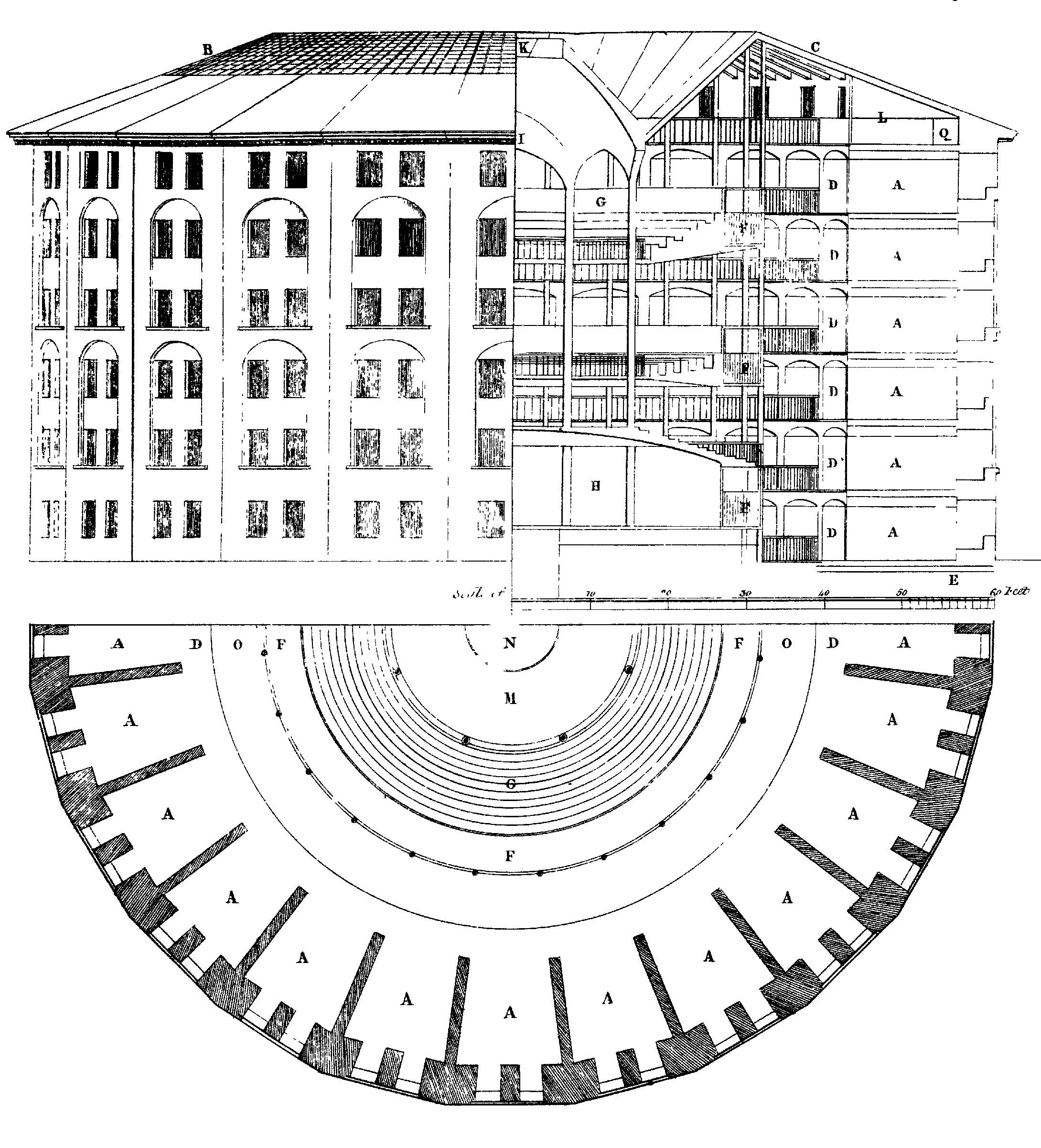
Pan-óptico, desenho de Jeremy Bentham, 1791

As teorias sobre o saber, o poder e o sujeito romperam com as concepções modernas destes termos, motivo pelo qual é considerado por certos autores, contrariando a própria opinião de si mesmo, um pós-moderno. Os primeiros trabalhos (História da Loucura, O Nascimento da Clínica, As Palavras e as Coisas, A Arqueologia do Saber) seguem uma linha pós-estruturalista, o que não impede que seja considerado geralmente como um estruturalista devido a obras posteriores como Vigiar e Punir e a História da Sexualidade. Contudo, essa discussão não se esgota: não se encontra na trajetória intelectual e discursiva de Foucault nenhum propósito de constituição de um "sistema"; o que importa à sua "analítica interpretativa" são as relações, as formas de produção de discursos e práticas (práticas discursivas), seus modos e estratégias de funcionamento e organização. Além desses livros, são publicadas hoje em dia transcrições de seus cursos realizados no Collège de France e inúmeras entrevistas, que auxiliam na introdução ao pensamento deste autor.[carece de fontes?]
Michel Foucault é mais conhecido por ter destacado as formas de certas práticas das instituições em relação aos indivíduos. Ele destacou a grande semelhança nos modos de tratamento dado ou infligidos aos grandes grupos de indivíduos que constituem os limites do grupo social: os loucos, prisioneiros, alguns grupos de estrangeiros, soldados e crianças. Ele acredita que, em última análise, eles têm em comum o fato de serem vistos com desconfiança e excluídos por uma regra em confinamento em instalações seguras, especializadas, construídas e organizadas em modelos semelhantes (asilos, presídios, quartéis, escolas), inspirados no modelo monástico; instalações que ele chamou de "instituições disciplinares".
Em 1971, Michel Foucault, Jean-Marie Domenach e Pierre Vidal-Naquet criaram um grupo chamado Groupe d'information sur les prisons, que tinha como objetivo investigar e trazer a público a situação do sistema penitenciário francês.

## História da loucura
Na maioria de suas obras, Michel Foucault esforçou-se por se limitar a problemas concretos (a loucura, a prisão, a clínica psiquiátrica), num contexto geográfico e historicamente bem determinado (a França, a Europa ou o Ocidente; no fim do século XVIII, na Grécia antiga, dentre outros). No entanto, suas observações permitem extrair conceitos que ultrapassam esses limites de tempo e espaço. Elas conservam, assim, uma grande atualidade. Por isso, muitos intelectuais - em várias áreas do conhecimento - podem se referir a Foucault atualmente. É, por exemplo, estudando a mutação das técnicas penais no final do século XVIII que ele pôde analisar a emergência de uma nova forma de subjetividade constituída pelo poder: o que se observa nas margens se constrói no centro.[carece de fontes?]
Mas esse olhar histórico deve ser bem entendido. "A história, segundo Foucault nos cerca e nos delimita; ela não diz o que somos, mas do que estamos nos diferenciando; ela não estabelece nossa identidade, mas a dissipa em proveito do outro que somos. Em resumo, a história é o que nos separa de nós mesmos.".
A ontologia de Foucault é uma experiência, um exercício sobre os limites do nosso presente, a experimentação dos nossos limites, a forma paciente da  "nossa impaciência pela liberdade", o que explica o seu interesse pelo tema da relação de poder entre o institucional e o indivíduo - e por uma certa ideia da subjetivação. Esse poder funda a constituição de saberes e é, por sua vez, fundado por eles: é a noção de "saber-poder".
"Não há relações de poder sem a constituição correlata de um campo de saber, nem há saber que não suponha e constitua, ao mesmo tempo, relações de poder... Portanto, essas relações de "poder-saber" não devem ser analisadas a partir de um sujeito de conhecimento, que seria livre ou não em relação ao sistema de poder; ao contrário, é preciso considerar que o sujeito que conhece, os objetos a conhecer e as modalidades de conhecimento são, de fato, efeitos dessas implicações fundamentais do poder-saber e de suas transformações históricas. Em resumo, não é a atividade do sujeito de conhecimento que produziria um saber útil ou resistente ao poder, mas o poder-saber, os processos e as lutas que o perpassam e pelas quais ele é constituído, que determinam as formas e as áreas possíveis do conhecimento".

## Em defesa da sociedade
Nesta ontologia de revisão, simultaneamente genealógica e arqueológica, o trabalho sobre problemas pouco específicos são inseparáveis dos das "formações discursivas" (As palavras e as Coisas, A Arqueologia do Conhecimento e A Ordem dos discursos), como o significado de racismo, além de seus significados particularizados, é inseparável do advento das ciências humanas - que nos diz: "Temos de defender a sociedade" (1975-1976).[carece de fontes?]

No segundo semestre de 1970, ele estava tão interessado no que parecia ser uma nova forma de exercício do poder (de vida), ele chamou de "biopoder" (um conceito tirado e desenvolvido por François Ewald, Giorgio Agamben, Judith Revel e Antonio Negri, entre outros), indicando quando, não em torno da vida do século XVIII - apenas biológico, mas entendida como toda a vida: a de indivíduos e povos como a sexualidade, como afeta, alimentos como a saúde, a recreação como produtividade econômica - como entre os mecanismos de poder e se torna uma questão-chave para a política:[carece de fontes?]
"O homem há milênios, permaneceu o que era para Aristóteles: um animal vivo, e mais capaz de existência política, o homem moderno é um animal cuja política coloca sua vida para estar vivo está em questão."[carece de fontes?]
No início de 1980, em suas palestras no  Collège de France, Du Gouvernement des vivants (em português, 'Do Governo dos Vivos'), Foucault inicia uma nova linha de investigação: os atos que o sujeito pode e deve operar livremente em si para chegar à verdade. Este novo eixo, o conhecimento do domínio irredutível de domínio e de poder, é chamado de "regime de verdade" e pode isolar a parte livre e decisão deliberada do sujeito na sua própria actividade. Os exercícios cristão ascético fornecem o primeiro campo de exploração desses sistemas na sua diferença com os exercícios ascéticos greco-romanos. Seu pensamento visa ligar em conjunto, sem confundi-las, estas três áreas: conhecimento, poder e discurso.[carece de fontes?]

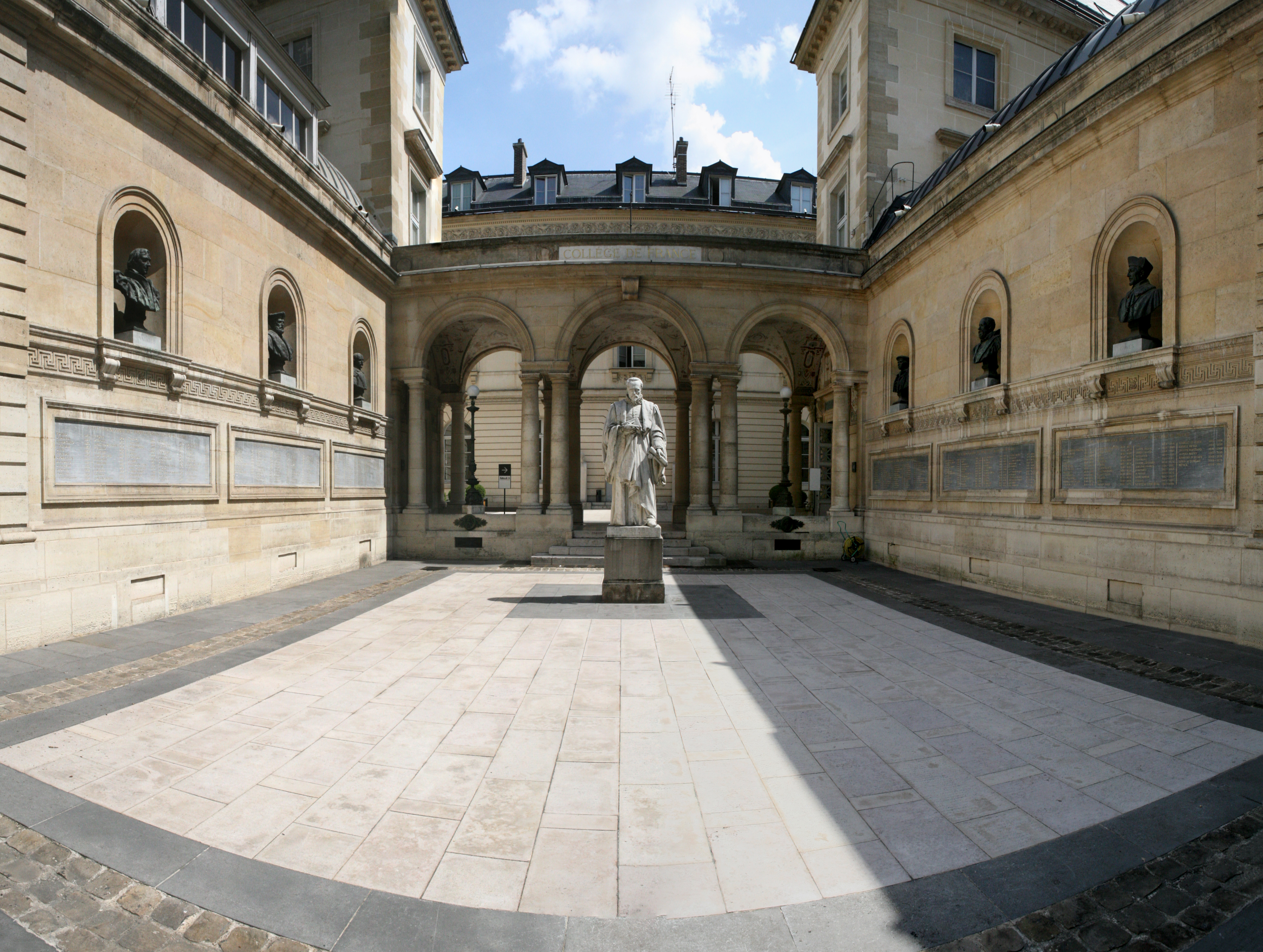
Collège de France

Sua obra, a partir da perspectiva do todo, aparece como uma vasta história dos limites estabelecidos no âmbito da empresa, que define o limite no qual um é louco, doente, criminal, desviante. As divisões internas da empresa têm uma história, fez em formação lenta e constantemente questionada, esses limites. Ambos os lados dessas áreas de exclusão e inclusão irão fornecer "formas de subjetividade" diferentes, e assim o assunto é uma concreção histórica e política, e não uma droga típica livre, como pretende a tradição e o senso comum: não percebo a mim mesmo como os critérios que se formou pela história. O poder não é uma autoridade exercida sobre questões de direito, mas acima de tudo um poder imanente na sociedade, que se reflecte na produção de normas e valores.[carece de fontes?]
O problema político é, portanto, aquele que investe sobre o corpo aparelhos de micropoder e, silenciosamente, inventam formas de dominação, mas que pode também oferecer a oportunidade para novas possibilidades de vida. "Não há relação de poder entre sujeitos livres", ele gostava de dizer. Assim, Foucault, o utilitário em sua relação recíproca de docilidade, abre um vasto campo de considerações para além do utilitarismo, do lado da indústria, trabalho, produtividade, criatividade, autonomia, autogoverno.[carece de fontes?]
"O problema de uma vez políticos, éticos, sociais e filosóficos que enfrentamos hoje não é para tentar libertar o indivíduo do Estado e suas instituições, mas libertar-nos, nós, Estado e do tipo de individualização que se refere. Temos que promover novas formas de subjetividade."[carece de fontes?]

## O Sujeito e o Poder
Recebido no desejo de conhecer a hipótese repressiva para explicar as mudanças de atitudes e comportamentos no campo da sexualidade, o ceticismo sobre a verdadeira extensão da liberação sexual, mas ainda atraídos pelos Estados Unidos (estada em Berkeley) e descobrindo novas formas relacionais que ele tem em suas últimas entrevistas, em relação à sua história de homossexualidade discutidos sexualidade (mas raramente a sua própria) e, mais genericamente, emocional e estabelecer tal seu nome, uma distinção entre o amor e a paixão que ele não teve tempo de explicar mais detalhadamente. O problema do desejo e objecto de controle são o cerne da questão da subjetividade desenvolvido pela então que alguns se permitem chamar o "segundo" Foucault, o de "cuidado" de si (1984) emancipado o sistema disciplinar.[carece de fontes?]
Foucault (1979) renega os modos tradicionais de analisar o poder e procura realizar suas análises não de forma dedutiva e sim indutiva, por isso passou a ter como objeto de análise não categorias superiores e abstratas de análise tal como questões do que é o poder, o que o origina e tantos outros elementos teóricos, voltando-se para elementos mais periféricos do sistema total, isto é, passou-se a interessar-se pelos locais onde a lei é efetivada realmente. Hospitais psiquiátricos, forças policiais, etc. são os locais preferidos do pensador para a compreensão das forças reais em ação e com quais devemos realmente nos preocupar, compreender e buscar renovar constantemente.[carece de fontes?]
Segundo este pensamento, devemos compreender que a lei é uma verdade "construída" de acordo com as necessidades do poder, em suma, do sistema econômico vigente, sistema, atualmente, preocupado principalmente com a produção de mais-valia econômica e mais-valia cultural, tal como explicado por Guattari (1993). O poder em qualquer sociedade precisa de um delimitação formal, precisa ser justificado de forma abstrata o suficiente para que seja introjetado psicologicamente, a nível macrossocial, como uma verdade a priori, universal. Desta necessidade, desenvolvem-se as regras do direito, surgindo, portanto, os elementos necessários para a produção, transmissão e oficialização de "verdades". "O poder precisa da produção de discursos de verdade (p.180), como diria Foucault (1979). O poder não é fechado, ele estabelece relações múltiplas de poder, caracterizando e constituindo o corpo social e, para que não desmorone, necessita de uma produção, uma acumulação, uma circulação e um funcionamento de um discurso sólido e convincente. "Somos obrigados pelo poder a produzir verdade", nos confessa o pensador, "somos obrigados ou condenados a confessar a verdade ou encontrá-la (…) Estamos submetidos à verdade também no sentido em que ela é a lei, e produz o discurso da verdade que decide, transmite e reproduz, pelo menos em parte, efeitos de poder (p.180)."[carece de fontes?]
O filósofo francês Michel Foucault acredita que as relações de poder, advindas das instituições, escolas, prisões, quartéis, são marcados pela disciplina. Segundo o filósofo, a disciplina traz consigo um certo caráter punitivo, desta forma, as relações de poder se tornam mais evidentes.

## Pontos importantes
Para Foucault, nos séculos XVIII e XIX, a população torna-se um objeto de estudo e de gestão política. Passagem da norma da lei. Numa sociedade centrada sobre a lei, mudou para uma empresa de gestão centrada no padrão. Esta é uma consequência da grande revolução liberal.[carece de fontes?]
Conceito de micro-geração de forças de discurso para controlar quem está na norma ou não.[carece de fontes?]
Conceito de biopoder: o poder de morrer e deixar viver foi substituído pelo biopoder que é Viver e deixar morrer, do estado de bem-estar: segurança social, seguros, etc.[carece de fontes?]
Figura do panóptico (projeto arquitetônico de prisão inventado por Jeremy Bentham e destinada a garantir que todos os prisioneiros possam ser vistos a partir de uma torre central) como um paradigma da evolução da nossa sociedade, ou o que já é bastante (ver o conceito deleuziano de "sociedade de controle", na discussão com a obra de Foucault).[carece de fontes?]
As relações de poder permeiam toda a sociedade. Um discurso diz que o paradigma da sociedade da guerra civil, em que todas as interações sociais são versões derivadas da guerra civil. Podemos inverter a proposta de Clausewitz e dizer que a política é a continuação da guerra por outros meios.[carece de fontes?]
Conceito de Corpo Dócil: "É dócil um corpo que pode ser submetido, que pode ser utilizado, que pode ser transformado e aperfeiçoado"
Conceito grego de Cuidado de Si, como base para a ética.[carece de fontes?]

## Recepção
A filosofia de Foucault influenciou e também foi influenciada por movimentos de protesto na França e no mundo anglo-saxão desde 1970 (o movimento antipsiquiatria de prisioneiros mediante o movimento feminista).
Este vasto campo capas de Estudos de Gênero (Judith Butler, David Halperin, Leo Bersani) e análise da subjetivação da "minoria" (Didier Eribon) na história do direito e arqueologia dos "outros" do Estado de bem-estar (François Ewald, Paolo de Nápoles) e / ou teorias sociais (sobre ética seu lado: Bruno Karsenti Mariapaola Fimiani) ou social (no seu lado político: Paul Rabinow, Eric Fassin), através da revisão da economia política (Giorgio Agamben, Antonio Negri, Judith Revel, Maurizio Lazzarato).[carece de fontes?]
E, apesar de alguns mal-estar da sociologia, enquanto que o método permite que o sociólogo que visa a abordagem de Foucault concepção construtivista fundamental nesse sentido, como o indivíduo é criado no "social".[carece de fontes?]
A concepção de que Foucault defendeu intelectuais contra os poderes, avançando figura do 'intelectual específico', e sua relação com o marxismo, continuam a alimentar a controvérsia.[carece de fontes?]
"O heroísmo de identidade política teve seu dia. Isto é, estamos a procura, e como a extensão dos problemas com que se debate a forma de participar e saiu sem ficar presa. Experiência com … em vez de voluntários com … As identidades são definidas pelas trajetórias … trinta anos de experiência nos levam "para confiar em qualquer revolução, ainda que pode" compreender cada revolta "… dispensa da forma vazia de uma revolução universal deve, sob pena do capital total, acompanhado por uma lágrima conservadorismo. E com tudo o mais urgente que a sociedade está ameaçada em sua existência por esse conservadorismo seja pela inércia inerente ao seu desenvolvimento."[carece de fontes?]
Portanto a análise das relações de poder não devem ser centradas no estudo dos seus mecanismos gerais e seus efeitos constantes, e sim realizar sua análise pelos "elementos periféricos" do sistema do poder. Devemos estudar onde estão as "práticas reais e efetivas; estudar o poder em sua face externa, onde ele se relaciona direta e imediatamente com aquilo que podemos chamar provisoriamente de seu objeto (…) onde ele se implanta e produz efeitos reais (…) como funcionam as coisas ao nível do processo de sujeição ou dos processos contínuos e ininterruptos que sujeitam corpos, dirigem gestos, regem os comportamentos.".
"Trata-se (…) de captar o poder em suas extremidades, em suas últimas ramificações (…) captar o poder nas suas formas e instituições mais regionais e locais, principalmente no ponto em que ultrapassando as regras de direito que o organizam e delimitam (…) Em outras palavras, captar o poder na extremidade de cada vez menos jurídica de seu exercício (FOUCAULT, M. "Soberania e disciplina". In: Microfísica do poder. Rio de Janeiro: Graal, 1979, p.182)."

## Obras
Livros
- Doença Mental e Psicologia (1954)
- História da loucura na idade clássica (1961)
- Gênese e Estrutura da Antropologia de Kant (parte de sua tese complementar escrita em 1961 e publicada no Brasil em 2011)
- O Nascimento da clínica (1963)
- As palavras e as coisas (1966)
- Arqueologia do saber (1969)
- A ordem do discurso (1970)
- Natureza Humana. Justiça vs. Poder: o debate entre Chomsky e Foucault (1971)
- Isso não é um cachimbo (1973)
- Eu, Pierre Rivière, que degolei minha mãe, minha irmã e meu irmão (org.) (1973)
- Vigiar e punir (1975)
- Microfísica do Poder (1979)
- História da sexualidade (1976-2017):
  - I - A vontade de saber (1976)
  - II - O uso dos prazeres (1984)
  - III - O Cuidado de Si (1984)
  - IV - Os prazeres da carne (publicado em francês em 2017)
- A Verdade e as Formas Jurídicas (1996) - trata-se de conjunto de conferências pronunciadas em 1973 no Brasil.
- Coleção Ditos e escritos (10 volumes com textos de diferentes anos. Na  França, a coleção foi publicada em 1994 em quatro volumes):
  - I - Problematização do Sujeito: Psicologia, Psiquiatria e Psicanálise
  - II - Arqueologia das Ciências e História dos Sistemas de Pensamento
  - III - Estética - Literatura e Pintura, Música e Cinema
  - IV - Estratégia, Poder-Saber
  - V - Ética, Sexualidade, Política
  - VI - Repensar a Política
  - VII - Arte, Epistemologia, Filosofia e História da Medicina
  - VIII - Segurança, Penalidade e Prisão
  - IX - Genealogia da Ética Subjetividade e Sexualidade
  - X - Filosofia, Diagnóstico do Presente e Verdade
- O que é um autor? (1983)
- Qu’est-ce que la critique suivi de La culture de soi (publicado em 2015 na França pela editora Vrin)

Cursos Publicados
- Aulas Sobre a Vontade de Saber (1970-1971)
- Teorias e instituições penais (1971-1972)
- A sociedade punitiva (1972-1973)
- O poder psiquiátrico (1973-1974)
- Os anormais (1974-1975)
- Em defesa da sociedade (1975-1976)
- Segurança, território e população (1977-1978)
- Nascimento da biopolítica (1978-1979)
- Do governo dos vivos (1979-1980)
- Subjetividade e verdade (1980-1981)
- Maldizer, dizer verdadeiro (1981) — curso ministrado em Louvain.
- A hermenêutica do sujeito (1981-1982)
- O Governo de Si e dos Outros (1983)
- O Governo de Si e dos Outros: A Coragem da Verdade (1984)